# Georgina Erisman
Gergina Mello Erisman (Feira de Santana, 27 de janeiro de 1893 – Rio de Janeiro, 23 de fevereiro de 1940) foi uma poetisa, musicista, compositora, professora, compositora do hino de Feira de Santana, Bahia e pianista brasileira.